# Nordhortane
Nordhortane är en kulle i Antarktis. Den ligger i Östantarktis. Norge gör anspråk på området. Toppen på Nordhortane är 2 382 meter över havet.
Terrängen runt Nordhortane är platt åt sydväst, men åt nordost är den kuperad. Trakten är obefolkad. Det finns inga samhällen i närheten. 